# Íñigo Botas Armentia
Íñigo Botas Armentia (Vitòria, 1953- Oviedo, 22 de febrer de 2013) va ser un director i guionista de cinema basc.

## Biografia
Llicenciat en Dret per la Universitat de Navarra, va ser director i guionista de cinema espanyol nascut a la ciutat alabesa de Vitòria en 1953. A més, va cursar estudis de Cinema al Taller d'Arts Imaginàries. Va ser fundador de la productora Filmes del Oasis, amb la qual es produeixen pel·lícules publicitàries, industrials i curtmetratges. Va morir el 22 de febrer de 2013 a Oviedo als 59 anys.

## Filmografía
- Párvulos (1978, direcció, guió), curtmetratge.[1]
- Érase dos veces (1979, direcció, guió), curtmetratge.[4][5]
- El exhibicionista (1980, direcció, guió), llargmetratge.[1][6]
- Best Seller (1982, direcció, guió), llargmetratge.[1][7]
- Iniciativa privada, Antonio A. Ferré (1986, ajudant de direcció), curtmetratge.[1]
- Pintadas, Joan Estelrich (1997, ajudant de direcció), llargometratge.[4]

## Premis
- Premi de la Federació Internacional de Curtmetratges d'Oberhausen (1978) per Érase dos veces.
- Segon Premi de Ficció, secció Nacionalitats, al Certamen Internacional de Cinema Documental i curtmetratge de Bilbao (1980) per El exhibicionista.
- Premi al Gasteizko Bideo Jaialdia (1992) pel videoclip Dicen.[1]